# 90 m-es műsorszóró sáv
A 90 méteres műsorszóró sáv a rövidhullámú sávba tartózó, műsorszórásra használt rádiófrekvenciás tartomány. Műsorszórásra mindegyik ITU régiókban egységesen van kiosztva harmadlagos jelleggel. Műsorszórásra leginkább a trópusi területeken használják.

## A 90 méteres műsorszóró sávra vonatkozó nemzetközisávterv[1]
| ITU régió                                                                                      | ITU régió | ITU régió |
| 1                                                                                              | 2         | 3         |
| ---------------------------------------------------------------------------------------------- | --------- | --------- |
| 3200–3230 kHz - ÁLLANDÓHELYŰ - MOZGÓ, az (R) légi mozgó kivételével - MŰSORSZÓRÁS 5.113 5.116  |           |           |
| 3230–3400 kHz - ÁLLANDÓHELYŰ - MOZGÓ, a légi mozgó kivételével - MŰSORSZÓRÁS 5.113 5.116 5.118 |           |           |

- 5.113 - A 2300−2495 kHz (2498 kHz az 1. Körzetben), 3200−3400 kHz, 4750−4995 kHz és az 5005−5060 kHz sáv műsorszóró szolgálat általi használatának feltételeire nézve lásd az 5.16−5.20, 5.21 és a 23.3−23.10 Bekezdést.
- 5.116 - Kívánatos, hogy az igazgatások engedélyezzék a 3155−3195 kHz sáv használatát abból a célból, hogy a kis teljesítményű, vezetéknélküli hallókészülékek számára világviszonylatban egységes csatornahasználat alakuljon ki. Ezen készülékek számára – a helyi igények kielégítésére – az igazgatások járulékos csatornákat jelölhetnek ki a 3155 kHz és a 3400 kHz közötti sávokban. Megjegyzendő, hogy a 3000 kHz és a 4000 kHz közötti frekvenciatartomány alkalmas indukciós mezőben üzemelő, kis hatótávolságú hallókészülékek használatára.
- 5.118 - Járulékos felosztás: az Egyesült Államokban, Mexikóban és Peruban a 3230−3400 kHz frekvenciasávot másodlagos jelleggel a rádiólokáció szolgálat számára is felosztották. (WRC‑19)

## A 90 méteres műsorszóró sávra vonatkozó magyarországisávterv[2]
Magyarországon ez a sáv nincs kijelölve műsorszórás céljára, viszont terjedési sajátosságából adódóan az esti, éjszakai órákban lehet hallani távoli országokból sugárzott műsorokat.
| 3200–3230 kHz                        |       |    |   |                                                                                          |                                     |                        |                                               |
| ÁLLANDÓHELYŰ                         | NJE   | E  | 1 | K                                                                                        | Pont-pont, pont-többpont rendszerek | RR 24.1, 24.2 Bekezdés | Polgári használatkor: 3. melléklet 2.1. pont  |
| ÁLLANDÓHELYŰ                         | NJE   | E  | 1 | K                                                                                        | Katonai állandóhelyű rendszerek     | RR 24.1, 24.2 Bekezdés |                                               |
| MOZGÓ, az (R) légi mozgó kivételével | NJE   | N  | 1 | K                                                                                        | Egyfrekvenciás rendszerek           |                        | 3. melléklet 4.1. pont                        |
| MOZGÓ, az (R) légi mozgó kivételével | NJE   | N  | 1 | K                                                                                        | Katonai mozgó rendszerek            |                        | 3. melléklet 4.1. pont                        |
|                                      | 5.116 | PN |   |                                                                                          | SRD                                 |                        | 3. melléklet 9.1. pont                        |
| 3                                    | 5.116 | PN | K | Vasúti alkalmazások                                                                      | 3. melléklet 9.5.1. pont            |                        |                                               |
| 3                                    | 5.116 | PN | K | Rádiómeghatározó alkalmazások                                                            | 3. melléklet 9.7.1. pont            |                        |                                               |
| 3                                    | 5.116 | PN | K | Induktív alkalmazások                                                                    | 3. melléklet 9.10.1. pont           |                        |                                               |
| 3                                    | 5.116 | PN | K | Rádiómikrofon alkalmazások és vezetéknélküli audio- és multimédia-streaming alkalmazások | 3. melléklet 9.11.2. pont           |                        |                                               |
| 3230–3400 kHz                        |       |    |   |                                                                                          |                                     |                        |                                               |
| ÁLLANDÓHELYŰ                         | NJE   | E  | 1 | K                                                                                        | Pont-pont, pont-többpont rendszerek | RR 24.1, 24.2 Bekezdés | Polgári használatkor: 3. melléklet 2.1. pont  |
| ÁLLANDÓHELYŰ                         | NJE   | E  | 1 | K                                                                                        | Katonai állandóhelyű rendszerek     | RR 24.1, 24.2 Bekezdés |                                               |
| MOZGÓ, a légi mozgó kivételével      | NJE   | N  | 1 | K                                                                                        | Katonai mozgó rendszerek            |                        | 3. melléklet 4.1. pont 3. melléklet 4.2. pont |
|                                      | 5.116 | PN |   |                                                                                          | SRD                                 |                        | 3. melléklet 9.1. pont                        |
| 3                                    | 5.116 | PN | K | Vasúti alkalmazások                                                                      | 3. melléklet 9.5.1. pont            |                        |                                               |
| 3                                    | 5.116 | PN | K | Rádiómeghatározó alkalmazások                                                            | 3. melléklet 9.7.1. pont            |                        |                                               |
| 3                                    | 5.116 | PN | K | Induktív alkalmazások                                                                    | 3. melléklet 9.10.1. pont           |                        |                                               |
| 3                                    | 5.116 | PN | K | Rádiómikrofon alkalmazások és vezetéknélküli audio- és multimédia-streaming alkalmazások | 3. melléklet 9.11.2. pont           |                        |                                               |

- Az A oszlop meghatározza az adott sávhoz rendelt egyes rádiószolgálatokat
- A B oszlop meghatározza a vonatkozó lábjegyzetet, a harmonizált katonai sávra
- A C oszlop meghatározza a polgári, a nem polgári vagy az együttes célú használatra történő felosztást. A polgári célú felosztást P, a nem polgári célút N és az együttes célút E jelöli.
- A D oszlop meghatározza az alkalmazás jellegét. Az elsődleges jelleget 1-es, a másodlagos jelleget 2-es, a harmadlagos jelleget 3-as szám jelöli.
- Az E oszlop meghatározza az alkalmazás használatbavételi lehetőségét. A kijelölt kategóriát K, a tervezett kategóriát T jelöli.
- Az F oszlop meghatározza az alkalmazás megnevezését.
- A G oszlop tartalmazza a vonatkozó nemzetközi és hazai dokumentumokra hivatkozásokat
- A H oszlop tartalmazza a frekvenciasávok használata során alkalmazandó további rádióspektrum-gazdálkodási követelményeket és jellemzőket, valamint sávhasználati feltételeket.

## A rövidhullámú műsorszóráshoz meghatározottadásmódok[3]
Az alkalmazott adásmód kétoldalsávos teljes vivőjű amplitúdómoduláció (AM-DSB).
| ITU                    | 1         | 2         | 3         |
| ---------------------- | --------- | --------- | --------- |
| Analóg hangcsatorna    | 10K0A3EGN | 10K0A3EGN | 10K0A3EGN |
| Digitális hangcsatorna | 10K0X7EXF | 10K0X7EXF | 10K0X7EXF |

Maximális átviteli sávszélességnek 10 kHz van kijelölve, viszont a csatornakiosztást 5 kHz-es lépésközzel határozták meg. Régebben keskenysávú hangátvitelt, 5K00A3EGN adásmódot használtak, mivel leginkább beszédalapú műsorokat sugároztak rövidhullámon. Ezzel a keskenysávú hangátvitellel napjainkban is lehet találkozni rövidhullámon.

## A 90 m-es sávon műsorszórásra kiosztott csatornák
| Sávblokk        | Csatorna | Frekvencia (kHz) | Frekvencia (kHz) | Frekvencia (kHz) |
| Sávblokk        | Csatorna | ITU 1            | ITU 2            | ITU 3            |
| --------------- | -------- | ---------------- | ---------------- | ---------------- |
| 3200 – 3230 kHz | 1        | 3205             | 3205             | 3205             |
| 3200 – 3230 kHz | 2        | 3210             | 3210             | 3210             |
| 3200 – 3230 kHz | 3        | 3215             | 3215             | 3215             |
| 3200 – 3230 kHz | 4        | 3220             | 3220             | 3220             |
| 3200 – 3230 kHz | 5        | 3225             | 3225             | 3225             |
| 3200 – 3230 kHz | 6        | 3230             | 3230             | 3230             |
| 3230–3400 kHz   | 7        | 3235             | 3235             | 3235             |
| 3230–3400 kHz   | 8        | 3240             | 3240             | 3240             |
| 3230–3400 kHz   | 9        | 3245             | 3245             | 3245             |
| 3230–3400 kHz   | 10       | 3250             | 3250             | 3250             |
| 3230–3400 kHz   | 11       | 3255             | 3255             | 3255             |
| 3230–3400 kHz   | 12       | 3260             | 3260             | 3260             |
| 3230–3400 kHz   | 13       | 3265             | 3265             | 3265             |
| 3230–3400 kHz   | 14       | 3270             | 3270             | 3270             |
| 3230–3400 kHz   | 15       | 3275             | 3275             | 3275             |
| 3230–3400 kHz   | 16       | 3280             | 3280             | 3280             |
| 3230–3400 kHz   | 17       | 3285             | 3285             | 3285             |
| 3230–3400 kHz   | 18       | 3290             | 3290             | 3290             |
| 3230–3400 kHz   | 19       | 3295             | 3295             | 3295             |
| 3230–3400 kHz   | 20       | 3300             | 3300             | 3300             |
| 3230–3400 kHz   | 21       | 3305             | 3305             | 3305             |
| 3230–3400 kHz   | 22       | 3310             | 3310             | 3310             |
| 3230–3400 kHz   | 23       | 3315             | 3315             | 3315             |
| 3230–3400 kHz   | 24       | 3320             | 3320             | 3320             |
| 3230–3400 kHz   | 25       | 3325             | 3325             | 3325             |
| 3230–3400 kHz   | 26       | 3330             | 3330             | 3330             |
| 3230–3400 kHz   | 27       | 3335             | 3335             | 3335             |
| 3230–3400 kHz   | 28       | 3340             | 3340             | 3340             |
| 3230–3400 kHz   | 29       | 3345             | 3345             | 3345             |
| 3230–3400 kHz   | 30       | 3350             | 3350             | 3350             |
| 3230–3400 kHz   | 31       | 3355             | 3355             | 3355             |
| 3230–3400 kHz   | 32       | 3360             | 3360             | 3360             |
| 3230–3400 kHz   | 33       | 3365             | 3365             | 3365             |
| 3230–3400 kHz   | 34       | 3370             | 3370             | 3370             |
| 3230–3400 kHz   | 35       | 3375             | 3375             | 3375             |
| 3230–3400 kHz   | 36       | 3380             | 3380             | 3380             |
| 3230–3400 kHz   | 37       | 3385             | 3385             | 3385             |
| 3230–3400 kHz   | 38       | 3390             | 3390             | 3390             |
| 3230–3400 kHz   | 39       | 3395             | 3395             | 3395             |